# Rotten: No Irish, No Blacks, No Dogs
Rotten: No Irish, No Blacks, No Dogs (в переводе с англ. — «Роттен: Ирландцам, черным и собакам вход воспрещен») — автобиография вокалиста Sex Pistols Джонни Роттена — альтер-эго Джона Лайдона, написанная вместе с братьями Циммерман, выпущена в 1994 году.
Книга описывает его детство и юность в семье ирландских иммигрантов, проживавших в Англии, а также его музыкальную карьеру в Sex Pistols и первые шаги его второго проекта — группы Public Image Ltd. Книга состоит из 23 разделов, некоторые из которых написаны самим Лайдоном, другие — участниками группы, членами семьи и друзьями. В книгу включены комментарии его знакомых, таких как Билли Айдол, Крисси Хайнд и других, перемежающиеся личными фотографиями, предоставленными семьей и друзьями. В заключительной части книги один из разделов посвящен песням Sex Pistols с историями об их создании.
«Ирландцам, черным и собакам вход воспрещен» — надпись, увиденная музыкантами Sex Pistols на одной из гостиниц, в которой музыканты останавливались.
Книга входит в список лучших рок-мемуаров всех времён, по версии журнала Rolling Stone.